# Bitwa pod Koszowatą

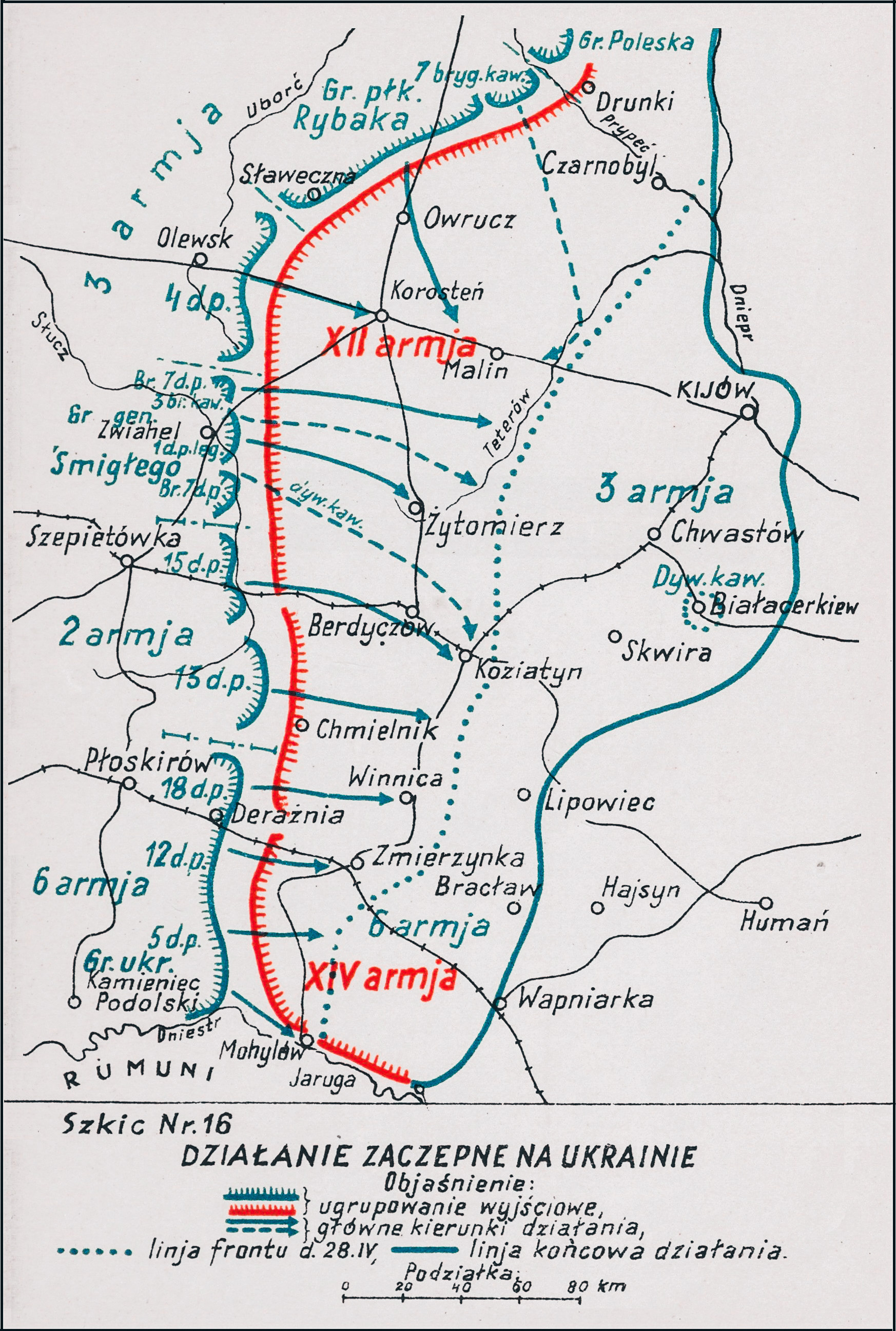
Adam Przybylski,
Wojna Polska 1918–1921

Bitwa Koszowatą – walki polskiego 5 pułku ułanów z oddziałami sowieckiej 135 Brygady Strzelców i kawalerią Kotowskiego toczone w okresie II fazy operacji kijowskiej w czasie wojny polsko-bolszewickiej.

## Geneza
25 kwietnia rozpoczęła się polska ofensywa na Ukrainie. Zgrupowane na froncie od Starej Uszycy nad Dniestrem po Prypeć trzy polskie armie uderzyły na wschód. Za wewnętrznymi skrzydłami 2 i 3 Armii była ześrodkowana Dywizja Jazdy gen. Jana Romera.
Po stronie sowieckiej broniły się sowieckie 12 Armia Siergieja Mieżeninowa w składzie 7., 44. i 58 DS oraz 17 DK, która osłaniała kierunek kijowski i białocerkiewski, a na lewym skrzydle  14 Armia Ijeronima Uborewicza w składzie 21., 41., 45. i 60 DS oraz 8 DK broniąca kierunku Żmerynka-Bracław.
W drugiej fazie polskiej ofensywy na Ukrainie Dywizja Jazdy nocą z 2 na 3 maja zajęła Białą Cerkiew. Tu otrzymała zadanie osłony południowego skrzydła 3 Armii maszerującej na Kijów i północnego skrzydła 2 Armii. Dywizja miała osiągnąć rejon Karapysze - Mironówka, a równocześnie prowadzić rozpoznanie na Kaniów i Czerkasy. Przygotowując ofensywę na Ukrainie, dowództwo sowieckie wydzieliło z 12 Armii grupę Jakira, złożoną z dwóch dywizji i brygady piechoty oraz brygady kawalerii. Szykowała się ona do uderzenia przez Białą Cerkiew na Chwastów, na prawe skrzydło polskiej 3 Armii. 

## Walczące wojska
| Jednostka                     | Dowódca                     | Podporządkowanie  |
| Wojsko Polskie                |                             |                   |
| Dywizja Jazdy                 | gen. Aleksander Karnicki    | 2 Armia           |
| ⇒ 3 Brygada Jazdy             |                             | Dywizja Jazdy     |
| → 5 pułk ułanów               | ppłk Stanisław Sochaczewski | 3 BJ              |
| ⇒ 3 dywizjon artylerii konnej |                             | 3 BJ              |
| Armia Czerwona                |                             |                   |
| 45 Dywizja Strzelców          | komdyw. Iona Jakir          | Grupa Jony Jakira |
| ⇒ 135 Brygada Strzelców       |                             | 45 DS             |
| ⇒ Brygada Kotowskiego         |                             | 45 DS             |

## Walki pod Koszowatą
24 maja 1920 (trzy dni przed rozpoczęciem ofensywy) maszerujące na pozycje wyjściowe 135 Brygada Strzelców i pułk kawalerii Kotowskiego z grupy Jakira napotkały pod Koszowatą polski 5 pułk ułanów, wspierany przez 2 baterię 3 dywizjonu artylerii konnej. Sowiecka piechota zaatakowała od czoła, a kawaleria próbowała oskrzydlić ułanów i zamknąć im drogę odwrotu. Walki trwały siedem godzin. 
2 szwadron porucznika Stanisława Udymowskiego odparł wszystkie ataki, a w krytycznej sytuacji 3 szwadron porucznika Władysława Dolińskiego szarżą ocalił cofające się działa 2/3 dywizjonu artylerii konnej. Dopiero nocą szwadrony, razem z towarzyszącą im baterią, wycofały się.
Do kolumny nie zdążył dołączyć 4 szwadron, który obsadzał wieś Stawiszcze. Szwadron ocalał dzięki pomocy Ukraińców, którzy przeprowadzili ułanów bezdrożami, omijając oddziały sowieckie.